# Belokany
Belokany (ryska: Белоканы) är en distriktshuvudort i Azerbajdzjan.   Den ligger i distriktet Balakən Rayonu, i den nordvästra delen av landet, 300 kilometer nordväst om huvudstaden Baku. Belokany ligger 372 meter över havet och antalet invånare är 9 182.
Terrängen runt Belokany är varierad. Belokany är det största samhället i trakten. 
Omgivningarna runt Belokany är en mosaik av jordbruksmark och naturlig växtlighet. Runt Belokany är det ganska tätbefolkat, med 96 invånare per kvadratkilometer.